# Rhododendron 'Helsinki University'
Rhododendron 'Helsinki University' — сорт вечнозелёных рододендронов гибридного происхождения из финской серии сортов с высокой зимостойкостью.

## История создания
Сорт получен в результате программы разведения рододендронов Хельсинкского университета в сотрудничестве с Дендрарием Mustila (1973—2000 годы). В программе использовались рододендроны, растущие в дендрарии Хельсинки с 1930 года. К 1973 году из этих растений выжили наиболее зимостойкие. Одним из таких растений был Rhododendron brachycarpum subsp. tigerstedtii.
Изначально в селекционной программе были использованы 53 материнских растений и, в качестве опылителей, представители 23 видов и 48 гибридов рододендрона. Из первых полученных 22000 гибридных сеянцев были отобраны 14000. В результате суровых зим 1980-х годов из 14000 саженцев выжило 9000. Среди выживших было много растений, совершенно не повреждавшихся во время зимы. Из них отобрали 80 сеянцев, которые были размножены посредством микроклонального размножения. Девять сортов были зарегистрированы:
- 'Elviira'
- 'Hellikki'
- 'Haaga'
- 'Helsinki University'
- 'Kullervo'
- 'Pekka'
- 'Peter Tigerstedt'
- 'Pohjola’s Daughter'
- 'Mikkeli'

В качестве материнского растения для получения сорта 'Helsinki University' использовалось растение, относящее к одному из подвидов рододендрона короткоплодного — Rhododendron brachycarpum subsp. tigerstedtii. Второй родитель в точности неизвестен, поскольку для получения семян, из которых была выращена контрольной партии сеянцев (из которой позднее было отобрано растение для микроклонального размножения), использовалась пыльца различных рододендронов.
Рододендрон 'Helsinki University' используется как декоративное садовое растение. Назван в честь 350-летия Хельсинкского университета, отмечавшегося в 1990 году.

## Биологическое описание
В возрасте 10 лет высота растения составляет около 1,5 м, согласно другому источнику 100×100 см. Высота взрослого растения — до 2 м.
Листья голые, тёмно-зелёные, 110—150×55 мм.
Соцветия расположены на концах побегов, конические, высотой 120 мм, шириной 130 мм, несут 12—18 цветков.
Цветки диаметром 76 мм, розовые с красными пятнышками на внутренней части, 6-ти лепестковые.
Сорт отличается хорошим цветением даже после суровых зим.
На юге Финляндии цветёт в середине июня, на севере позже.
'Helsinki University' сильно напоминает сорт 'Haaga'. Проще всего различить сорта можно по цвету почек: у 'Haaga' они более красноватые. Кроме того, тычиночные нити цветков 'Haaga' розовые, тогда как у 'Helsinki University' они более светлые.

## В культуре
Выдерживает понижения температуры до -32... −39 °С.
Местоположение: полутень или пёстрая тень разреженного соснового леса.
Почва влагоёмкая, хорошо аэрируемая, кислая (pH от 4,5 до 6,5). Поскольку растения имеют поверхностную корневую систему, их требуется поливать в засушливые периоды. Для сохранения влажности почвы рекомендуется использовать мульчирование. Внесение удобрений рекомендуется с мая. С июня азотсодержащие удобрения исключают.
Рекомендуемое расстояние между растениями — 1,5 метра.
Для защиты от зимнего иссушения листьев рекомендуется сооружение воздухопроницаемого укрытия из мешковины.
Цветёт одновременно с отрастанием молодых побегов, что несколько снижает декоративность.

## Прямые потомки
- 'Orlando', Hans Hachmann (1998) = (R. 'Helsinki University' × Rhododendron rex)